# Soft box

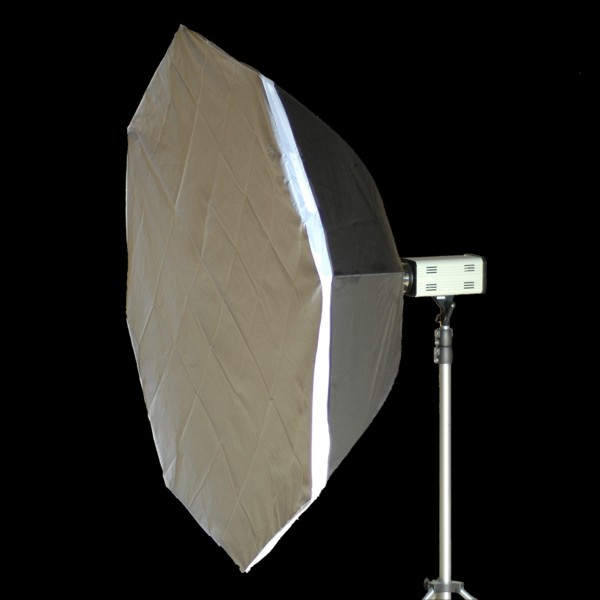
Un softbox octagonal u octabox.

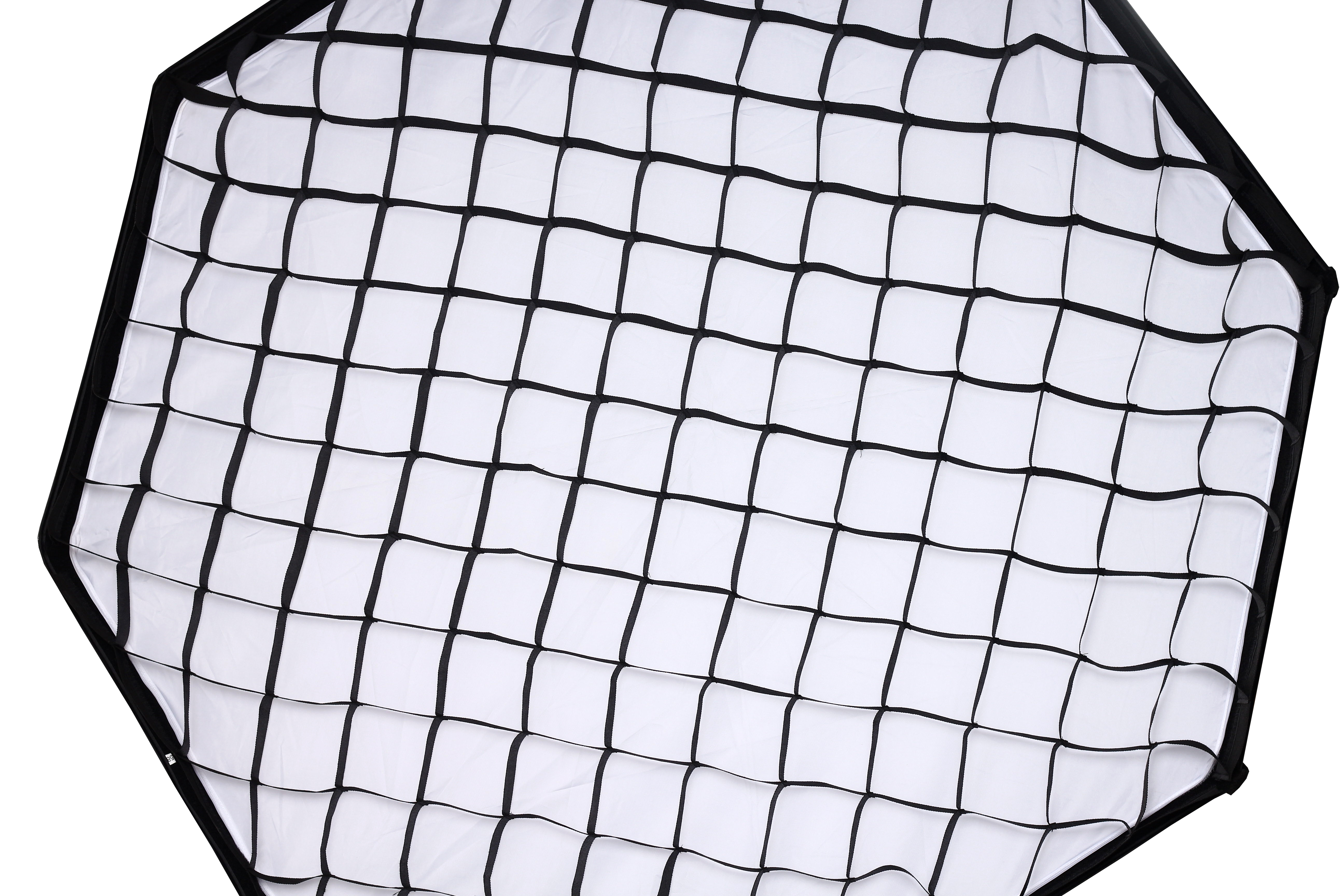
Un softbox octagonal.

Un softbox o soft box (pronunciado /sɒft bɒks/, caja suave en español) es una herramienta utilizada en fotografía utilizada para la iluminación del sujeto. Cubre la fuente de luz para hacerla más tenue, difusa, y direccional, ya que la luz no viaja en línea recta, sino que rebota en las paredes opacas de aluminio y en el difusor translúcido que componen la softbox.
La softbox se puede colocar en un flash o en un foco de luz continua (sean frías como las lámparas fluorescentes o calientes como lámparas halógenas o de tungsteno). En caso de que se utilice una fuente de luz caliente, el usuario debe utilizar una softbox a prueba de calor para evitar peligro de incendio.

## Etimología
La palabra proviene del inglés y es considerado un extranjerismo ya que no está reconocida por la Real Academia Española. Los fotógrafos se suelen referir a ella en su versión inglesa y rara vez la llaman caja suave o caja de luz. El término más apropiado para referirse a ello sería difusor o caja difusora.
Ocasionalmente se utiliza también la expresión ventana de luz.

## Aspecto

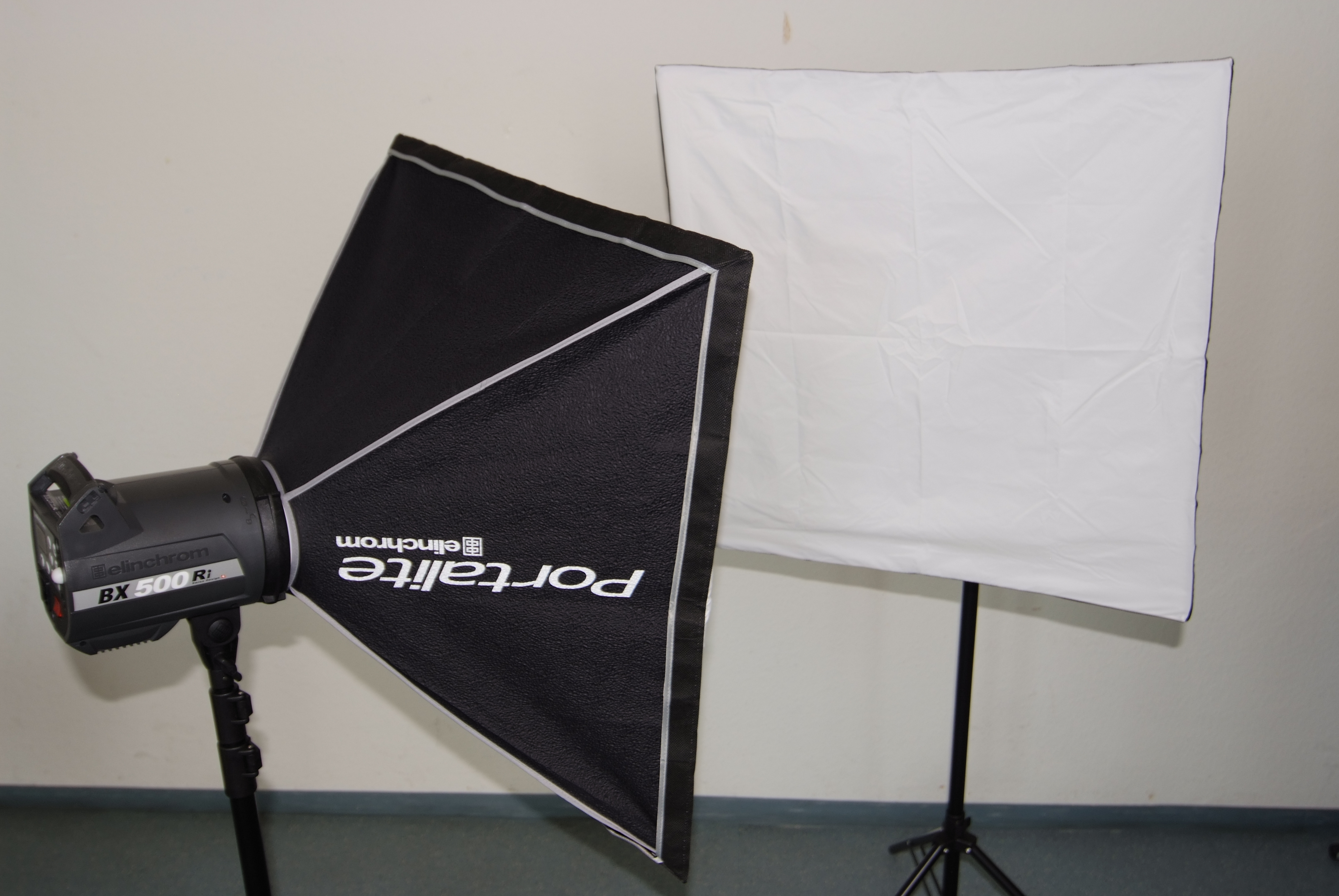
Dos softboxes sujetos a focos de luz.

El softbox consta de unas varillas de metal, generalmente acero, que sostienen la estructura de plástico, llamada piel o skin en inglés. La piel está forrada de tela aluminizada por dentro u otro material plateado y brillante para rebotar la luz lo máximo posible. Para evitar cualquier escape de luz, la superficie exterior es de color negro. La mayoría de softboxes están diseñadas para poder ensamblarse y desensamblarse fácilmente para poder ser transportadas. Generalmente se le suele incluir una caja o mochila para transportar todo el equipo. También un difusor de tela o papel blanco translúcido en la cara frontal, delante de la bombilla, que da el efecto de caja cerrada y difumina la luz.
Se suele sostener al foco de luz gracias a un anillo de velocidad. El foco a su vez se sostiene con una pata metálica (trípode o monopie) y se conecta a la corriente eléctrica con un cable. 

### Elementos opcionales
Se le puede incluir un cable sincronizador, que se conecta a otros focos para que se enciendan todos a la vez cuando se toma la foto. Algunos ofrecen la posibilidad de montar dos difusores seguidos para difuminar la luz aún más. Otro accesorio que consigue el mismo efecto es la rejilla difusora o grid, que se monta delante del difusor.
Otros elementos opcionales son el babero o bib en inglés, que cubre la conjunción del anillo con el foco para evitar el escape de luz por detrás.

### Formato y tamaño
El formato más extendido es el cuadrado, es decir, el que tiene cuatro paredes iguales. Aun así, también existen rectangulares, hexagonales, octogonales e incluso circulares, cuando las paredes de la softbox forman un cono. El de cuatro lados es el más utilizado debido a que tampoco es un factor relativamente influyente en el resultado final y es más fácil de montar.
Los tamaños más comunes son entre 50×50 cm hasta 100×100 cm. Las softboxes de mayor tamaño provocan un mayor ángulo de luz, al contrario que las pequeñas. 

## Usos y efecto

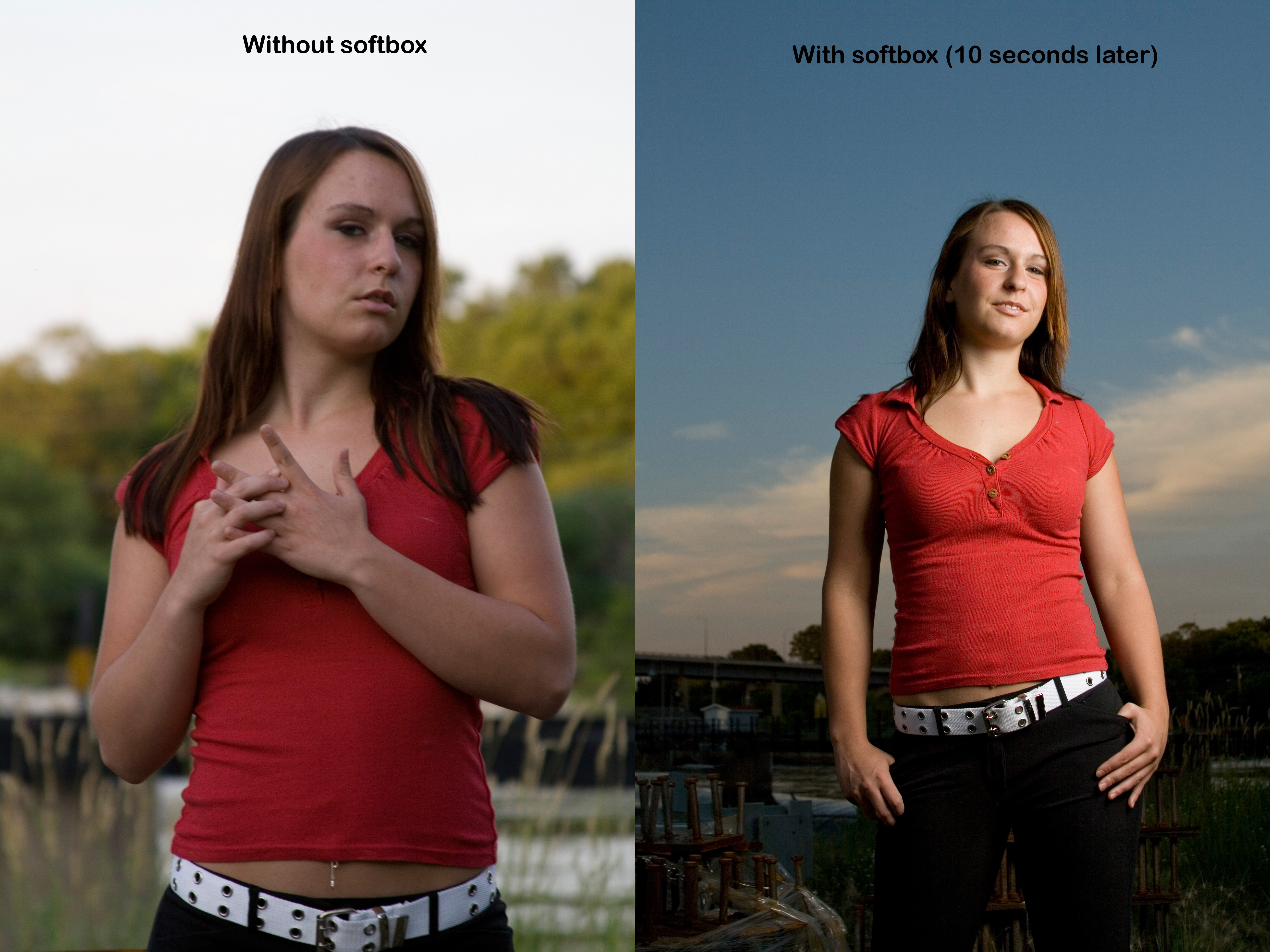
Retrato sin utilizar una softbox (izquierda) y utilizándola (derecha).

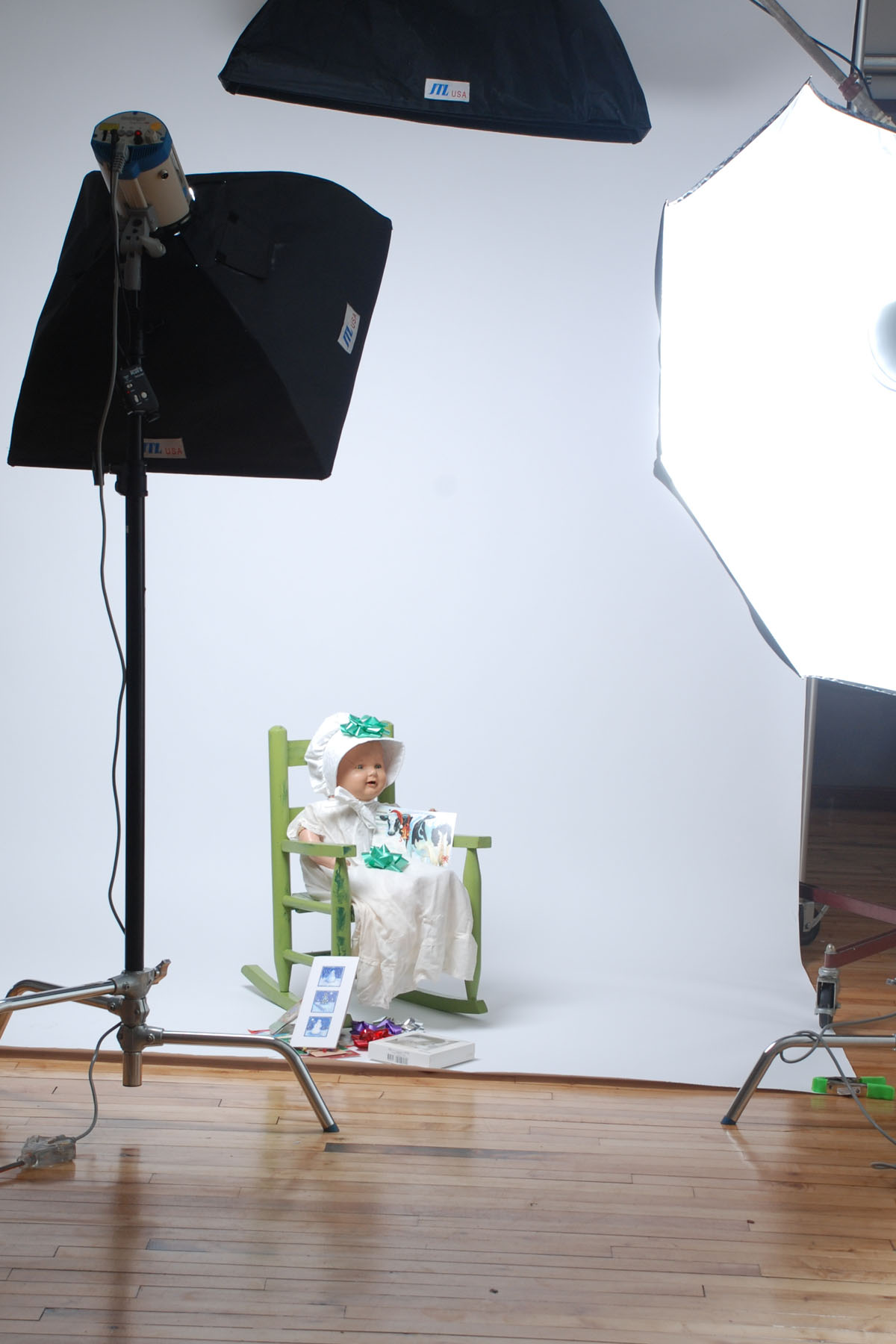
Estudio fotográfico con varios softboxes

Mediante el uso de una caja de luz se pueden lograr imágenes sin sombras del objeto que se quiere capturar, ya que se puede dirigir la iluminación a nuestro punto de enfoque. Esto tiene como resultado una imagen con alta estética. 
Se utiliza mucho en retratos y fotografía de estudio. Su uso es muy versátil. Generalmente se utiliza como luz principal o luz de relleno, aunque en ocasiones también se utiliza como tercera luz.
Un análogo del softbox es el paraguas, ya que ambos tienen la misma función de difuminar la luz. No obstante, la luz de una softbox suele ser más suave y directa, mientras que el paraguas suele ser una luz más expansiva y natural.